# 密锥花鱼藤
密锥花鱼藤（学名：Derris thyrsiflora）为豆科鱼藤属下的一个种。

## 扩展阅读
- 維基物種上的相關：密锥花鱼藤